# Johann Wilhelm Gerhard von Brahm

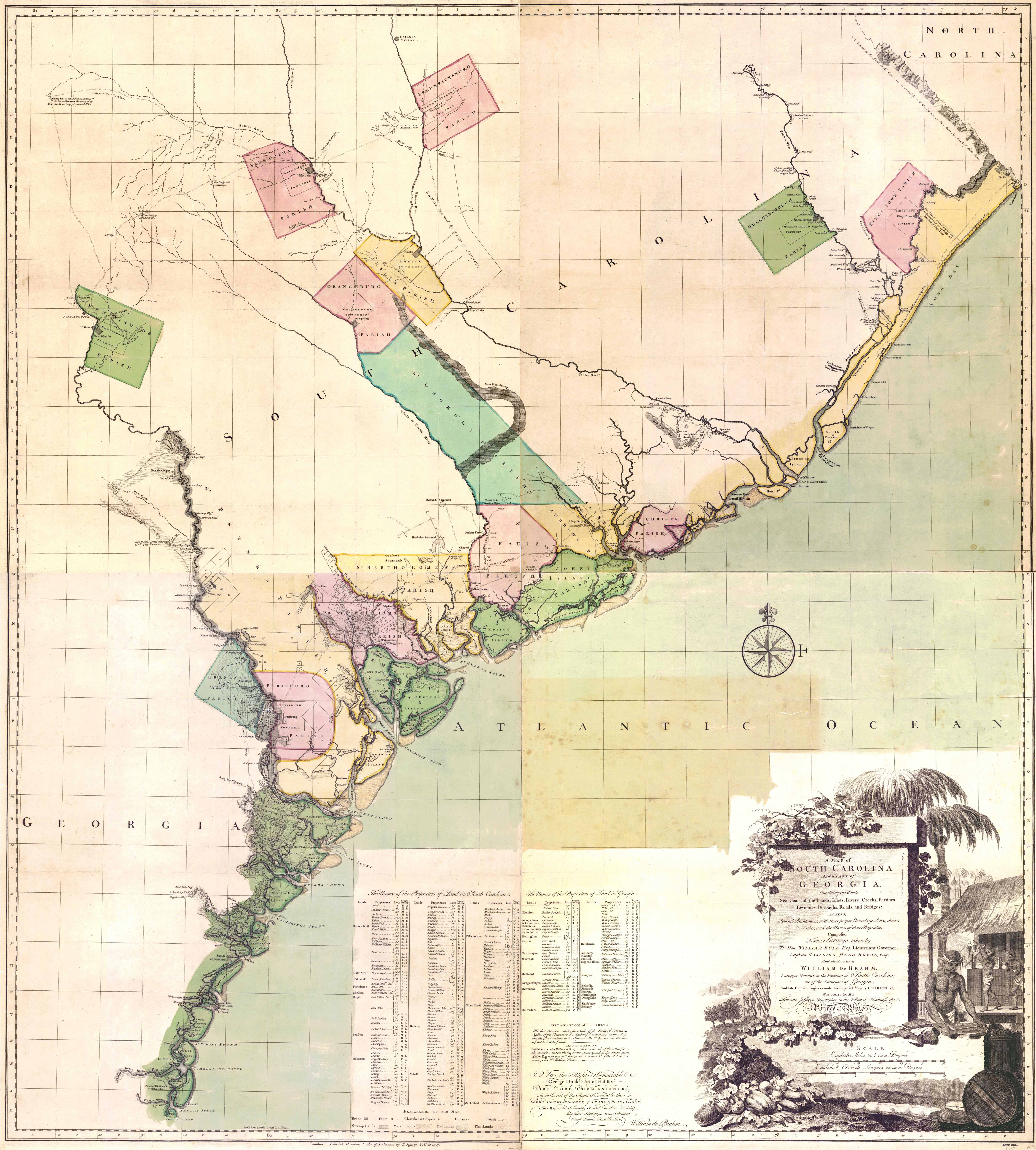
Durch Johann Wilhelm Gerhard von Brahm angefertigte Karte von South Carolina (1757)

Johann Wilhelm Gerhard von Brahm, auch John William Gerard de Brahm oder John Gerar William de Brahm (* 20. August 1718 in Koblenz; † um 1799 in Philadelphia) war ein deutscher Kartograph, Ingenieur und Mystiker.

## Leben
Johann Wilhelm Gerhard von Brahm wurde als Sohn von Johann Phillip and Johanetta Simonet Brahm in Koblenz geboren. Sein Vater verstarb 1723. Brahm diente in der Armee von Karl VI. und war bis 1748 Artillerieoffizier. 1745 heiratete er Wilhelmina, die Tochter der Baronin von Gera und gab später seinen römisch-katholischen Glauben auf, was seine militärische Karriere beendete. Er lernte den einflussreichen Augsburger Theologen Samuel Urlsperger kennen, der ihm das Kommando über 156 Emigranten aus Salzburg gab. 1751 wanderte er mit dieser Gruppe und seiner Frau von Deutschland nach Georgia aus. Er begründete eine deutsche Kolonie in Bethany, Georgia.
In den Jahren von 1751 bis 1771 sammelte Brahm Material für seinen detaillierten Report of the General Survey in the Southern District of North America, der Informationen über Topografie, Ortschaften sowie Flora und Fauna der britischen Kolonien im Süden Nordamerikas enthielt.
Seine Fähigkeiten als Ingenieur und Kartograph brachten ihm 1754 die Ernennung zum surveyor general von Georgia. Des Weiteren wurde er 1755 damit beauftragt, die Befestigung von Charles Town zu erneuern, welche bei einem Hurrikan drei Jahre zuvor beschädigt worden war. Zwischenzeitlich reiste er in das heutige Tennessee, um dort den Bau des Fort Loudoun auf Land der Cherokee zu leiten. 1757 plante er den Bau der Stadt Ebenezer am Savannah River in Georgia und kaufte dort auch Land für sich selbst. Zu dieser Zeit fertigte er seine erste Karte von South Carolina und Georgia an. Sein nächster Auftrag führte ihn auf Cockspur Island, eine Insel auf dem Savannah River, wo er am Bau von Befestigungsanlagen und des Fort George beteiligt war.
1764 endete Brahms Amtszeit als surveyor general in Georgia und er trat stattdessen die gleiche Position in South Carolina und Ostflorida an. Er bekam die Aufgabe, alle britischen Territorien südlich des Potomac River zu kartografieren. Im Frühjahr 1765 verließ er auf Dauer Georgia und zog nach St. Augustine in Florida, von wo er seine Arbeit koordinierte. Dazu gehörte eine 18 Wochen dauernde Schiffsreise, die ihn von der Küste bei St. Augustine bis zum Kap von Florida führte. Seine dabei gewonnenen Beobachtungen steuerten wesentlich zum Wissen über die Kartografie und Hydrografie von Florida bei.
Brahm erwarb durch die Vermessung von Ostflorida und Georgia, sowie seine neuen Erkenntnisse über den Golfstrom, eine gewisse Popularität. Später geriet er jedoch bei der britischen Obrigkeit in Ungnade. Er galt zu seiner Zeit als exzentrisch.
Im Oktober 1770 zerstritt er sich mit James Grant, dem Gouverneur von Ostflorida, der ihn zahlreicher Vergehen wie z. B. Grobheit bezichtigte und von seinem Posten enthob. Grant bestimmte Brahms Schwiegersohn Frederick George Mulcaster als seinen Nachfolger. Brahms bestand trotzdem darauf, seinen Aufgaben bis zu seiner Abfahrt nach England weiter zu erledigen. In London wurde er vor Gericht gestellt, jedoch letztlich freigesprochen. Während seines Aufenthalts in England vervollständigte er eine Karte des Atlantischen Ozeans und veröffentlichte sie 1772 als Teil seines Handbuchs The Atlantic Pilot. Es folgten weitere wissenschaftliche Publikationen.
Im Juli verließ Brahm mit seiner zweiten Frau England. Sie segelten auf der H. M. Cherokee, einem vom Privy Council zur Verfügung gestellten Schiff, nach Charleston. Als sie im September 1775 dort ankamen, begann gerade der Amerikanische Unabhängigkeitskrieg. In der Zwischenzeit hatten die Lords of the Treasury zwar ein Schreiben nach Ostflorida geschickt, das Brahms Wiedereinsetzung empfahl, dazu kam es aber aufgrund der neuen politischen Situation nicht. Brahms Schiff wurde beschlagnahmt und er durfte das Land nicht verlassen. Seine Frau starb kurz darauf und innerhalb von zwei Jahren heiratete Brahm zum dritten Mal.
Später durfte Brahm wieder nach Europa reisen und hielt sich in Frankreich, Deutschland und England auf. Ihm wurde zwar eine Entschädigung für seine Verluste zugesprochen, aber er erhielt seinen Posten trotz mehrfacher Anfragen nicht zurück und bekam ab 1783 bis zu seinem Tod keine Bezüge. 1791 kehrte er nach längerer schwerer Krankheit in die Vereinigten Staaten zurück, wo er die letzten acht Jahre seines Lebens verbrachte. Er kaufte Land in Bristol im Philadelphia County und lebte dort als Quäker. In dieser Zeit veröffentlichte er verschiedene religiöse Schriften.
Johann Wilhelm Gerhard von Brahm starb um 1799. Sein Testament ist auf 1796 datiert und wurde am 3. Juli 1799 bestätigt.

## Werke (Auswahl)
- A map of South Carolina and a part of Georgia: containing the whole sea-coast. T. Jefferys, 1757 (handcoloriert, auf 4 Seiten, 67 × 60 cm).
- The Atlantic pilot. T. Spilsbury, London 1772 (Atlas).
  - Neuausgabe: The Atlantic pilot. University Presses of Florida, Gainesville 1974, ISBN 978-0-8130-0366-5.
- Time an apparition of eternity. Zachariah Poulson, Philadelphia 1791.
- Voice of the everlasting Gospel. Zachariah Poulson, Philadelphia 1792.
- Sum of testimonies of truth. Philadelphia, 1795.
- Report of the general survey in the southern district of North America. herausgegeben von Louis De Vorsey, University of South Carolina Press, Columbia 1971.
- Apocalyptic gnomon points out eternity's divisibility rated with time pointed at by gnomons sidereals. Francis & Robert Bailey, Philadelphia 1795.